# Shane Harper
Shane Steven Harper (San Diego, 1993. február 14. –) amerikai színész, énekes és táncos.
Legismertebb alakítása Spencer Walsh a Sok sikert, Charlie! című sorozatban. Az Isten nem halott című filmben is szerepelt.

## Fiatalkora
San Diegoban született, szülei Tanya (szül. Michaelson) és Scott Harper. Osztrák, német, zsidó, és skót származású. Van egy nővére, Samantha, táncos, és egy öccse, Sullivan, modell. Kilenc évesen kezdett el táncolni és színészkedni.

## Pályafutása
Szerepelt a Dance on Sunset című sorozatban.  2010-ben szerepelt a Változó szerelem című filmben. 2010 és 2014 között a Sok sikert, Charlie! című sorozatban szerepelt. Vendégszerepelt a So Random! című sorozatban. 7 epizódban szerepelt a Kínos című sorozatban.
2014-ben szerepelt az Isten nem halott című filmben.
2017-ben szerepelt a Dirty Dancing című filmben.  2018 a God's Not Dead: A Light in Darkness című filmben szerepelt.  2020-ban pedig a Hightown című sorozatban.

## Magánélete
2011-ben összejött Bridgit Mendler színésznővel. 2015-ben szakítottak.

## Filmográfia

### Filmek
| Év   | Magyar cím              | Eredeti cím                         | Szerep       | Magyar hang |
| ---- | ----------------------- | ----------------------------------- | ------------ | ----------- |
| 2018 |                         | The Time Capsule                    | Tom Paxton   |             |
| 2018 |                         | God's Not Dead: A Light in Darkness | Josh Wheaton |             |
| 2017 |                         | Flock of Four                       | Sam Grover   |             |
| 2017 |                         | Dirty Dancing                       | Robbie Gould |             |
| 2016 |                         | The Passion: New Orleans            | Disciple     |             |
| 2015 |                         | Lift Me Up                          | Stephen      |             |
| 2014 |                         | Dance-off                           | Brandon      |             |
| 2014 | Isten nem halott        | God's Not Dead                      | Josh Wheaton |             |
| 2011 |                         | Game Time: Tackling the Past        | Sean Tate    |             |
| 2010 | Változó szerelem        | Flipped                             | Matt Baker   | Gacsal Ádám |
| 2010 | A nevem Khán            | My Name Is Khan                     | Tim Tompson  |             |
| 2007 | Szerelmes hangjegyek 2. | High School Musical 2               | táncos       |             |
| 2006 | Agyátültetés            | Re-Animated                         | táncos       |             |

### Televíziós szerepek
| Év        | Magyar cím                                | Eredeti cím                  | Szerep        | Megjegyzések                                |
| --------- | ----------------------------------------- | ---------------------------- | ------------- | ------------------------------------------- |
| 2021      |                                           | 'Power Book IV: Force        | Vic           | főszereplő                                  |
| 2020      | A Teacher                                 | A Teacher                    | Logan Davis   | főszereplő                                  |
| 2020      |                                           | 'Hightown                    | Junior        | főszereplő                                  |
| 2020      | Egy csipetnyi bűvölet: A rejtélyek városa | Just Add Magic: Mystery City | Ian Maddox    | mellékszereplő magyar hangja Molnár Levente |
| 2017      |                                           | Wisdom of the Crowd          | Jason Forde   | 1 epizód                                    |
| 2014      |                                           | Happyland                    | Ian Chandler  | főszereplő                                  |
| 2013–2014 | Kínos                                     | Awkward                      | Austin        | mellékszereplők                             |
| 2011      | Varázslók a Waverly helyből               | Wizards of Waverly Place     | Fidel         | 1 epizód                                    |
| 2010–2014 | Sok sikert, Charlie!                      | Good Luck Charlie            | Spencer Walsh | mellékszereplő magyar hangja Gacsal Ádám    |
| 2009      |                                           | So You Think You Can Dance   | önmaga        | segéd táncos                                |
| 2008      |                                           | Dance on Sunset              | önmaga        | versenyző                                   |
| 2007      | Zoey 101                                  | Zoey 101                     | Tenth Grader  | 1 epizód                                    |